# Le Voyage de noces
Pour les articles homonymes, voir Voyage de noces (film).
Pour plus de détails, voir Fiche technique et Distribution.
Le Voyage de noces est un film français réalisé par Nadine Trintignant et sorti en 1976.

## Synopsis
Un homme et une femme, Paul et Sarah, mariés depuis longtemps, éprouvent le besoin de partir pour un nouveau voyage de noces au Maroc, et s'avouent mutuellement leurs infidélités.

## Fiche technique
- Réalisation : Nadine Trintignant
- Assistants réalisateurs : Laurent Ferrier et Patrick Grandperret
- Scénario : Nadine Trintignant
- Producteur : Raymond Danon
- Photographie : Pierre-William Glenn
- Musique : Christian Chevallier, Michel Legrand
- Montage : Claudine Bouché
- Genre : comédie dramatique
- Durée : 90 minutes
- Date de sortie : 21 avril 1976

## Distribution
- Jean-Louis Trintignant : Paul Carter
- Stefania Sandrelli : Sarah
- François Marthouret : Bruno
- Nathalie Baye : Sophie
- Serge Marquand : Nico
- Pierre Santini : Le rédacteur en chef
- Guy Marchand
- Pascale Rivault : Solange
- Marie Trintignant : la jeune fille au mariage